# Щербак Степан Терентійович
Степа́н Тере́нтійович Щерба́к (1 березня 1901 — 22 листопада 1921, Базар, Базарська волость, Овруцький повіт, Волинська губернія) — український військовик, козак 4-ї Київської дивізії Армії УНР, герой другого Зимового походу. Лицар Хреста Симона Петлюри.

## Біографія
Народився в Таращанському повіті Київської губернії. Селянин. Освіта — вища початкова. Безпартійний. Служив у міліції та Червоній армії. З 1920 року служив у нестройовій сотні 16-ї бригади 6-ї Січової дивізії Армії УНР. Інтернований у табір м. Александров Куявський. Під час Другого Зимового походу — козак 4-ї Київської дивізії. В полон потрапив 17 листопада в с. Миньки. Щербак на пропозицію більшовицького комісара перейти на службу більшовикам відповів від імені всіх козаків відмовою.
Розстріляний 22 листопада 1921 року у м. Базар. Реабілітований 27 квітня 1998 року.

## Вшанування пам'яті
- Його ім'я вибите серед інших на Меморіалі Героїв Базару.